# 2023年島根県議会議員選挙
2023年島根県議会議員選挙（2023ねんしまねけんぎかいぎいんせんきょ）は、島根県における議決機関の一つである島根県議会を構成する議員を全面改選するために行われる選挙である。第20回統一地方選挙の前半戦投票日である2023年4月9日に投票が行われた。

## 概要
島根県議会の任期4年が満了したことに伴って実施予定の選挙。なお、議会議員選挙は1947年（昭和22年）4月に実施された第1回の選挙からいずれも統一地方選挙の日程で実施されている。
益田選挙区の定員は１減の2となり、全体の定員が１減の36になった。
2023年3月31日に告示され、定数36に対し44人が立候補。無投票当選が決まった選挙区は5つだった。

## 基礎データ
- 選挙事由：任期満了
- 選挙形態：地方議会議員選挙
- 告示日：2023年3月31日
- 投票日：2023年4月9日
- キャッチコピー：
- イメージキャラクター：
- 同日選挙
  - 島根県知事選挙
- 選挙区：12選挙区（うち5選挙区で無投票）
- 定数：36名

### 立候補者数
出典：
| 党派 | 党派       | 計 | 新旧別 | 新旧別 | 新旧別 | 改選前 |
| 党派 | 党派       | 計 | 現職   | 元職   | 新人   | 改選前 |
| ---- | ---------- | -- | ------ | ------ | ------ | ------ |
|      | 自由民主党 | 24 | 18     | 0      | 6      | 21     |
|      | 公明党     | 2  | 1      | 0      | 1      | 2      |
|      | 日本共産党 | 2  | 2      | 0      | 0      | 2      |
|      | 立憲民主党 | 2  | 1      | 1      | 0      | 1      |
|      | 国民民主党 | 1  | 1      | 0      | 0      | 1      |
|      | 無所属     | 13 | 6      | 0      | 7      | 7      |
| 合計 | 合計       | 44 | 29     | 1      | 14     |        |

## 当選者
自民党 
 公明党 
 共産党 
 立憲民主党 
 国民民主党 
 無所属 
| 松江市(11)        | 中村絢(1)     | 出川桃子(1)   | 福田正明(10) |
| 松江市(11)        | 吉野和彦(3)   | 岩田浩岳(4)   | 白石恵子(5)  |
| 松江市(11)        | 五百川純寿(9) | 角智子(5)     | 野津直嗣(1)  |
| 松江市(11)        | 尾村利成(6)   | 河内大輔(1)   |              |
| 浜田市(3)         | 大屋俊弘(7)   | 岡本淳(1)     | 須山隆(5)    |
| 出雲市(9)         | 原拓也(2)     | 森山裕介(1)   | 岡崎綾子(1)  |
| 出雲市(9)         | 園山繁(6)     | 多々納剛人(2) | 池田一(5)    |
| 出雲市(9)         | 岸道三(1)     | 大国陽介(3)   | 成相安信(11) |
| 益田市(2)         | 中島謙二(5)   | 久城恵治(1)   |              |
| 大田市(2)         | 生越俊一(4)   | 内藤芳秀(2)   |              |
| 安来市(2)         | 田中明美(3)   | 嘉本祐一(3)   |              |
| 江津市(1)         | 坪内涼二(2)   |               |              |
| 雲南市・飯石郡(2) | 山根成二(4)   | 高橋雅彦(3)   |              |
| 仁多郡(1)         | 絲原徳康(7)   |               |              |
| 邑智郡(1)         | 福井竜夫(2)   |               |              |
| 鹿足郡(1)         | 中村芳信(7)   |               |              |
| 隠岐郡(1)         | 吉田雅紀(3)   |               |              |